# Гибонс (Алберта)
Гибонс (енгл. Gibbons) је варош у централном делу канадске провинције Алберта и део је агломерације Велики Едмонтон. Налази се на 37 км североисточно од административног центра провинције Едмонтона, на деоници локалног друма 28А и на левој обали реке Стурџен (десна притока Северног Саскачевана). 
Према резултатима пописа становништва из 2011. у варошици је живело 3.030 становника у 1.111 домаћинстава, 
што је за 14,7% више у односу на попис из 2006. када су регистрована 2.642 становника.

## Становништво
| 2006. | 2011. |
| ----- | ----- |
| 2.642 | 3.030 |